# Macrocotyla glandulosa
Macrocotyla glandulosa är en plattmaskart som beskrevs av Libbie Henrietta Hyman 1956. Macrocotyla glandulosa ingår i släktet Macrocotyla och familjen Dendrocoelidae. Inga underarter finns listade i Catalogue of Life.